# Albrecht Achilles
Albrecht Adolf Konrad Achilles (25 de Janeiro de 1914 - 27 de Setembro de 1943) foi um comandante de U-Boot que serviu na Kriegsmarine durante a Segunda Guerra Mundial.

## Carreira

### Patentes
| 8 de abril de 1934    | Offiziersanwärter               |
| 1 de julho de 1935    | Fähnrich zur See                |
| 1 de janeiro de 1937  | Oberfähnrich zur See            |
| 1 de abril de 1937    | Leutnant zur See                |
| 1 de abril de 1939    | Oberleutnant zur See            |
| 1 de setembro de 1941 | Kapitänleutnant                 |
| 5 de abril de 1945    | Korvettenkapitän (postumamente) |

### Condecorações
| Condecoração por longo tempo de Serviço da Wehrmacht | 8 de abril de 1938    |
| Bagde de Guera Fleet                                 | 15 de julho de 1941   |
| Cruz de Ferro 2ª Classe                              | 7 de agosto de 1941   |
| Badge de Guerra U-boot 1939                          | 7 de agosto de 1941   |
| Cruz de Ferro 1ª Classe                              | 5 de abril de 1942    |
| Cruz de Cavaleiro da Cruz de Ferro                   | 16 de janeiro de 1943 |
| Mencionado na Wehrmachtbericht                       | 12 de março de 1942   |

### Patrulhas
|       | U-Boot | Partida                | Partida | Chegada                | Chegada  | Dias     | Toneladas |
| ----- | ------ | ---------------------- | ------- | ---------------------- | -------- | -------- | --------- |
| 1     | U-161  | 3 de janeiro de 1942   | Kiel    | 15 de janeiro de 1942  | Lorient  | 13 dias  |           |
| 2     | U-161  | 24 de janeiro de 1942  | Lorient | 2 de abril de 1942     | Lorient  | 69 dias  | 58,544    |
| 3     | U-161  | 28 de abril de 1942    | Lorient | 7 de agosto de 1942    | Lorient  | 102 dias | 9,500     |
| 4     | U-161  | 19 de setembro de 1942 | Lorient | 9 de janeiro de 1943   | Lorient  | 113 dias | 26,895    |
| 5     | U-161  | 13 de março de 1943    | Lorient | 7 de junho de 1943     | Lorient  | 87 dias  | 255       |
| 6     | U-161  | 8 de agosto de 1943    | Lorient | 27 de setembro de 1943 | Afundado | 51 dias  | 10,470    |
| Total | Total  | Total                  | Total   | Total                  | Total    | 435 dias | 105 664 t |